# بلايني ودسون
بلايني ودسون (بالإنجليزية: Blaine Woodson)‏ هو لاعب كرة قدم أمريكية ولاعب كرة قدم كندية أمريكي، ولد في 30 أكتوبر 1995 في سترودسبورغ في الولايات المتحدة.